# ساندرا هولر
ساندرا هولر (بالألمانية: Sandra Hüller) (و. 1978  م) هي ممثلة مسرحية، وممثلة أفلام ألمانية.

## التعليم
تعلمت في أكاديمية إرنست بوسخ للفنون الدرامية ‏.

## جوائز
حصلت على جوائز منها:
- جائزة الفيلم الألماني [الإنجليزية]‏.

## وصلات خارجية
- ساندرا هولر على موقع IMDb (الإنجليزية)
- ساندرا هولر على موقع ميتاكريتيك (الإنجليزية)
- ساندرا هولر على موقع روتن توميتوز (الإنجليزية)
- ساندرا هولر على موقع مونزينجر (الألمانية)
- ساندرا هولر على موقع قاعدة بيانات الأفلام العربية
- ساندرا هولر على موقع ألو سيني (الفرنسية)
- ساندرا هولر على موقع ميوزك برينز (الإنجليزية)
- ساندرا هولر على موقع أول موفي (الإنجليزية)
- ساندرا هولر على موقع قاعدة بيانات الأفلام السويدية (السويدية)
- ساندرا هولر على موقع ديسكوغز (الإنجليزية)